# Follemente
Pour plus de détails, voir Fiche technique et Distribution.
Follemente est une comédie romantique italienne réalisée par Paolo Genovese et sortie en 2025.

## Synopsis
Après s'être rencontrés dans un bar, Piero et Lara fixent leur premier rendez-vous chez elle. Lara est une restauratrice de meubles de 35 ans qui succombe souvent à des amours sans lendemain. Piero est un professeur de lycée de 50 ans qui lutte contre les séquelles de nombreuses déceptions sentimentales. Tous deux sont guidés par leur personnalité respective : Piero écoute les indications du rationnel Professeur, du romantique Roméo, du passionné Eros et du désenchanté Valium ; Lara est guidée par l'intransigeante Alfa, la séduisante Clochette, l'indisciplinée Scheggia et la rêveuse Giulietta.
La soirée commence bien et se déroule en alternant les phases d'embarras, de lapsus révélateurs et autres incidents. Cependant, deux urgences surviennent : un coup de téléphone soudain pousse Piero à avouer à Lara qu'il vient de divorcer et qu'il a la garde alternée de leur fille, avec tout ce que cela implique ; peu après, Lara reçoit la visite inattendue de son ex, un homme marié dont elle a été la maîtresse, qui lui remet une bague pour l'inciter à se remettre avec lui. Tout cela provoque des tensions et des remises en question entre eux deux, et leurs personnalités respectives se retrouvent dans l'incertitude quant à la poursuite ou non de leur relation.
Le tournant semble se produire lorsque, après s'être parlé avec une extrême sincérité, Piero et Lara ont un rapport sexuel : après un début mitigé, les deux semblent trouver une forte harmonie, à tel point que leurs personnalités chantent joyeusement Somebody to Love de Queen. Peu après, cependant, les protagonistes se retrouvent embarrassés parce qu'aucun d'entre eux ne parvient à proposer à l'autre de passer la nuit ensemble. Leurs personnalités respectives interviennent alors et ont pour la première fois une conversation directe : Piero revient vers Lara et ils cuisinent ensemble, laissant présager que leur histoire va se poursuivre.

## Fiche technique
- Titre original italien : Follemente[1],[2]
- Réalisation : Paolo Genovese
- Scénario : Paolo Genovese, Isabella Aguilar (it), Lucia Calamaro (it), Paolo Costella, Flaminia Gressi
- Photographie : Fabrizio Lucci (it)
- Montage : Consuelo Catucci (it)
- Musique : Maurizio Filardo (it)
- Décors : Massimiliano Sturiale
- Production : Paolo Sciarretta, Carlotta Galleni, Raffaella Leone, Andrea Leone
- Sociétés de production : Lotus Production, Leone Film Group, Rai Cinema
- Société de distribution : Moonlight distribution (France)[3]
- Pays de production :  Italie
- Langue originale : italien
- Format : couleur
- Genres : comédie romantique
- Durée : 98 minutes
- Dates de sortie :
  - Italie : 20 février 2025
  - France : 5 novembre 2025[3]

## Distribution
- Edoardo Leo : Piero
- Pilar Fogliati : Lara
- Emanuela Fanelli : Trilli
- Maria Chiara Giannetta : Scheggia
- Claudia Pandolfi : Alfa
- Vittoria Puccini : Giulietta
- Marco Giallini : le professeur
- Maurizio Lastrico : Roméo
- Rocco Papaleo : Valium
- Claudio Santamaria : Eros